# トモダチゲーム
『トモダチゲーム』は、山口ミコト（原作）、佐藤友生（作画）による日本の漫画作品。『別冊少年マガジン』（講談社）にて、2014年1月号から2024年9月号まで連載された。2024年8月時点で累計発行部数は600万部を突破している。
メディアミックスとして、2017年にテレビドラマおよび映画2部作が公開される。
2022年にはテレビアニメ化され、2度目のテレビドラマが放送。

## あらすじ
幼いころ、「金より友達」と母から教えられた主人公・片切友一は、母の教え通りに金よりも友情を何より大事にする男子高校生。訳あって一人暮らしをしている彼は、新聞配達や内職をして慎ましく暮らしていた。
ある日、クラスで集めていた修学旅行費が盗まれてしまう。その結果、仲の良い4人の友人のクラスメイト、学年トップの天才の美笠天智、刑事の娘で副委員長の沢良宜志法、政治家の息子でムードメーカーの四部誠、大人しい心木ゆとりと共に拉致され、謎のゲーム『トモダチゲーム』の会場に連れてこられる。
案内人のマナブくん曰く「5人の内誰かが2000万円の借金をしている」とのことで、盗まれた修学旅行費はゲームの参加費だった。5人は誰かの莫大な借金を返済するため1人400万円の借金を背負い、『トモダチゲーム』に参加することになってしまう。
このゲームは、「友情さえあればとても簡単なもの」のはずだった……。しかし、トモダチゲームの悪質なルールもあって翻弄され、裏切り者が出てきてしまい、脆くも友一達の友情は崩されてしまう。だが、それは友一が裏切り者に対してしかけた罠であり、友一の策略により裏切り者を見つけ出し、ゲームをクリアする。
そして、友一は次のゲームに進む前に裏切り者に述べた。たとえどんなことをしようとも、最終的にトモダチゲームの運営を破滅に追い込むと。

## 登場人物
演は前者が2017年版、後者が2022年版の実写作品の俳優、声の項はテレビアニメの声優。

### Cグループ
本作の主要人物たち。
片切 友一（）
演 - 吉沢亮 ・浮所飛貴/ 声 - 小林千晃
主人公。高校2年生。
幼いころ、母（声 - 椎名へきる）から「金より友達」と育てられ、金よりも友情を大事にする友達思いの熱い性格。貧しい生活ながらも、内職や新聞配達で地道に稼いで努力する。しかしその本性は卑劣であり、ゲームをクリアするためなら如何なる外道な手段も厭わない。観察眼や人心掌握術に長けている他、喧嘩慣れもしている。
幼少期は「先生」と呼ばれる人物と何らかの悪事を働いていた。実は過去に3人もの人を殺害していたことを第2ゲームで告白した。「欺波」という旧姓を持つが、本人はその名をかなり嫌っている。
斜め上の奇策を用いながら進んでいき、第2ゲーム終了時、運営を潰すと宣言し、数多の奇策を用いてその後のゲームを勝ち進んでいく。
美笠 天智（）
演 - 山田裕貴・佐藤龍我/ 声 - 濱野大輝
学年トップの秀才で、コミュニケーション能力にも長けている。5人の中の調停役を担う。
第2ゲームにて、志法とは幼馴染の関係にあり、父親同士が親友で家族ぐるみの付き合いだったことが暴露され、その時志法に告白をした。また、友一たちより1つ歳上ということも明らかになった。ゲーム終了時、1人でゴールしようとする友一に着いていき、友一の唇を奪った。
実は『トモダチゲーム』は2回目の参加であり、過去に親友に裏切られて参加したこと、さらには自殺した父親の死に志法が関わっている可能性があるため、彼女には好意ではなく憎しみの感情を抱いていることも友一に告白した。重度の女性不信であり、どの異性にも気を許していない。
友一と共に第3ゲームに挑み、途中極度の飢餓状態に陥るも、最後まで友一を信じ勝利した。その後、ゆとりと共に第4ゲームに参加した。
大人のトモダチゲーム第1ゲームはゆとりと共に不参加。第2ゲーム前半戦は四部の次に人間査定となり別室にいた。
第2ゲーム後半戦は運営にすら動向がわからない程の行動を行っていたが、ピンチに陥った志法の前に姿を現す。
沢良宜 志法（）
演 - 内田理央 ・ 久保田紗友/ 声 - 宮本侑芽
友一のクラスの副委員長。事実上の委員長と言われている。
警察官である父に厳しく育てられてきたため、曲がったことが大嫌いのしっかり者な性格で、武道の経験もあるため喧嘩にも強い。
友一に好意を抱いていて、第1ゲーム終了後に告白し、彼と協力することを約束した。第2ゲームにて、「かつて天智と付き合っていたこと」と「整形をしたこと」が暴露されたが、整形は昔顔に負った傷を消すためにしたものである。
清廉潔白な印象があるが、作中では多くの不審な行動を取っている（友一に借金額を偽っていたこと、先生に無理を言って修学旅行費を集金したこと、中学時代に天智の行動を監視していたことなど）。そのため、天智からは「裏の顔」があることが指摘されている。第3ゲーム以降は所在不明となっていたが、大人のトモダチゲーム第2ゲーム前半戦中に運営側として、天智と四部の前に現れる。
第2ゲーム後半戦で、参加者である紫宮と聡音が行方不明になったことで入れ替わり（人数調整）としてトモダチゲームに復帰する。
2017年版のドラマでは、第1ゲームの出題の順序が心木と逆になっている。
四部 誠（）
演 - 大倉士門・井上瑞稀/ 声 - 大野智敬
委員長を務めており、スポーツ万能なイケメン。
市議会議員の父を持つため実家はかなり裕福だが、天然かつお調子者で口が悪いため、女子からはあまり人気がない。しかし、不思議と憎めない男。志法に好意を抱いており、不意打ちでキスを仕掛けたこともある。重度のマザコンであるが、両親は幼いころに離婚しており、現在は父親と暮らしている。
第2ゲームでは運営によって父親の汚職が暴露された。ゲーム終了後、学校で修学旅行費を盗んだ犯人扱いされた志法を庇い、旅行費を立て替えることを宣言した。しかし、その直後に父親が逮捕されてしまったために金を用意できず、その日からクラスで壮絶ないじめを受ける。さらに、父親が何者かによって殺害されたために「父親殺し」の罪状を着せられ、彼の無罪を証明すべく第4ゲームが行われた。
第4ゲームで、志法に強姦未遂をしたことや、四部家に5億の借金があることが明らかになった。その5億円の借金を返済するために友一たちは"大人のトモダチゲーム"に参加することになる。作中で運営側は「ここで四部は切ったほうがいい」と言われるなどから何かCグループのメンバーにマイナスになる要素をもっていると思われる。
大人のトモダチゲーム第1ゲームに友一と参加。第2ゲーム前半戦は最初に人間査定になり別室に移った。
第2ゲーム後半戦で、真次から友一に関するあることを聞かされる。
心木 ゆとり（）
演 - 根本凪 ・横田真悠/ 声 - 天野聡美
大人しい性格で、アニメ・マンガが大好きなインドア派の少女。愛読書は『明智警部の事件簿』と『恋ニ非ズ』。趣味で漫画も描いている。
1年のころはいじめを受けていたが、2年に進級の際、志法と同じクラスになって以来いじめられることはなくなり、彼女と親しくなった。非常にスタイルが良く、胸囲はGカップ前後ほどもある。志法と同じく友一に恋心を抱いている。
第2ゲームで中学時代に過度ないじめから逃れるために援助交際をしていたことが暴露された。友一が殺人者と知って最初は恐怖していたため、一時は絶交寸前だったが、『トモダチゲーム』特別編でクロキ率いる暴走族チームに拉致された際、身を呈して助けてもらったことで和解した。その後、天智とも和解し、共に第4ゲームに参加する。
大人のトモダチゲーム第1ゲームは天智と共に不参加。第2ゲーム前半戦は友一と共に神代・真次とのババ抜き勝負に挑むが…
実は最初から友一たちを騙していた真の裏切り者。一度彼女の家を訪れた志法の口からそのことが明らかになった（その際に、志法を拉致して運営側の監視下に置いていた）。
第2ゲーム後半戦で、聡音に裏切りと本性を暴かれたため崖から突き落とす。友一が金の亡者に捕まった（友一の策略で実際は捕まっていない）と報告を受けたときは、他の参加者を皆殺しにしてやると言うほど友一に依存している。
2017年版のドラマでは、第1ゲームの出題の順序が志法と逆になっている。
Cグループの借金額
第4ゲームにて四部家の5億の借金が加わり、さらに「大人のトモダチゲーム」に参加したことで、これまでの計算はリセットされているため、それまでの金額の変動。自称でしかない金額は（自称）としている。そのため、全員が参加した第2ゲーム終了時点までの借金額を記載する。
| 計測時点        | 片切        | 美笠                | 沢良宜                                       | 四部                                         | 心木                                         | 総額                       |
| --------------- | ----------- | ------------------- | -------------------------------------------- | -------------------------------------------- | -------------------------------------------- | -------------------------- |
| 第1ゲーム開始前 | 400万       | 400万               | 400万[注 2]                                  | 400万                                        | 400万                                        | 2000万                     |
| 第1ゲーム終了後 | 360万       | 360万（自称[注 3]） | 360万（自称[注 3]）                          | 360万（自称[注 3]）                          | 360万（自称[注 3]）                          | 不明                       |
| 第1ゲーム終了後 | 360万       | 160万（自称[注 4]） | 760万（自称[注 5]）                          | 160万（自称[注 6]）                          | 360万（自称[注 3]）                          | 不明                       |
| 第1ゲーム終了後 | 360万       | 160万               | 360万（推定[注 7]）                          | 160万（推定[注 7]）                          | 360万（推定<[注 7]）                         | 1400万（推定[注 7][注 8]） |
| 第2ゲーム終了後 | 410万[注 2] | 210万[注 2]         | 第1ゲーム終了後の金額 -100万-40万+10万[注 9] | 第1ゲーム終了後の金額 -100万-40万+30万[注 9] | 第1ゲーム終了後の金額 -100万-40万+80万[注 9] | 1080万[注 8]               |
| 第2ゲーム終了後 | 410万[注 2] | 210万[注 2]         | 第1ゲーム終了後の金額 -100万-40万+10万[注 9] | 20万円（自称[注 6]）                         | 第1ゲーム終了後の金額 -100万-40万+80万[注 9] | 1080万[注 8]               |
| 第2ゲーム終了後 | 410万[注 2] | 210万[注 2]         | 220万円（推定[注 7]）                        | 20万円（推定[注 7]）                         | 220万円（推定[注 7]）                        | 1080万[注 8]               |
| 第2ゲーム終了後 | 410万[注 2] | 420万[注 10]        | 220万円（推定[注 7]）                        | 20万円（推定[注 7]）                         | 220万円（推定[注 7]）                        | 1290万[注 10][注 8]        |

### トモダチゲーム運営
マナブくん
演 - 水無月サリー・天月-あまつき-（声）・伊藤俊介（オズワルド）（声） / 声 - 高山みなみ
『トモダチゲーム』の案内人を務める謎の人形。キャップをかぶり、ボーダー柄のポロシャツにオーバーオールを着ている。深夜アニメのキャラクターで、子供達から大事なものを奪っていた。
Cグループのゲームの進行役を務める。 ゲームによって姿（服装や役職）を変え、「マナブ軍曹（声 - 前野智昭）」や「マナブ先生（声 - 茶風林）」、「マナブ裁判長（声 - 花澤香菜）」といった服装に即した呼称で呼ばれたがる。
水瀬 マリア（）
演 - 上野優華 ・片山友希/ 声 - 上田麗奈
Cグループの監視員を務めるツインテールの少女。
可憐な容姿とは裏腹に内面は腹黒で、友情が崩壊していく様を見て楽しんでいる。
各ゲームのルール説明時に、コスプレしてマナブと共に現れる。
第3ゲームでは友一たちを見張るため、上層部からの命令でCグループに参入。友一の指示に従い、敵チームにハニートラップを仕掛けた。友一のことは作戦会議時に「思っていた以上の最低野郎」と評価している。
基本的に参加者の監視・案内をするだけだが、人生博打ゲームではとあることをした友一に協力した。トモダチ殺し合いゲームでは、狩猟者として投入されるも志法にボコボコにされている。
月野（）
声 - 伊藤静
マリアと共にCグループの監視を務める黒髪ショートヘアの女性。下の名前は不明だが、ポーカーのディーラーを務めた月野に対し、東條レンから「ウサ耳などつけたらフルネームの…」と言われているため、兎に関連する名前の可能性が高い。友一のことを高く評価している。
実写作品では彼女に代わり、下記の東條レンが登場する。
玉井 レイコ（）
演 - 加藤明子 / 声 - 水樹奈々
Kグループの監視を務めるグラマラスな女性。
Kグループの「天才」を高く評価している。マリアからは「タマちゃん」と呼ばれている。
東條 レン（とうじょう レン）
演 - 久保田悠来
元は2017年版の実写オリジナルのキャラクター。
大人のトモダチゲーム第2ゲームから登場。

### Kグループ
トモダチゲームに参加していた別チーム。ドラマでは、第1ゲームを1発クリアした姿が描かれている。
門倉 十蔵（）
演 - 上松大輔・岩﨑大昇/ 声 - 稲田徹
Kグループの一員。高校3年生。
バスケットボールチームの主将で、同じ部活の仲間である5人を束ねる精神的支柱の役割。
第3ゲームでは「隠れる役」を担当し、「死んでも降参はせん」と宣言した。
鬼瓦 百太郎（）
演 - シルクロード（フィッシャーズ）・猪狩蒼弥 / 声 - 谷山紀章
Kグループの一員。高校2年生。
粗暴で直情的な印象を与えるが、情に厚く繊細な一面を持ち、女に対しては純情で優しい。
柱谷 千聖（）
演 - 財木琢磨・金指一世/ 声 - 柿原徹也
Kグループの一員。高校2年生。
美青年だが、かなりの女好き。器用貧乏で、よく百太郎に憎まれ口を叩くが、内心では憧れの感情を抱いている。
紫宮 京（）
演 - 浦上晟周・藤井直樹/ 声 - 小野賢章
Kグループの一員。高校1年生。
主将との連絡をとる役割に付いている。実は万里と幼馴染であり、彼には頭が上がらない。
大人のトモダチゲーム第1ゲーム「友情の檻ゲーム（フレンズプリズンゲーム）」にて友一と再会（門倉の代わりに参加）。
ゲーム終了後に、Cグループの借金を等分し協力者という形で、友一たちと共に第2ゲームに挑む（Kグループの借金はこの時点で0になっている）。
第2ゲーム前半戦では、地頭をいかした戦術を披露するも、根の人の良さを突かれて負傷する。前半戦終了後の下船前に沢良宜からCグループの真の裏切り者について聞かされた。
後半戦の序盤で真の裏切り者の協力者に負傷箇所をえぐられる。Cグループに伝える事を聡音に託そうとした際に真の裏切り者の一団に捕まる。その後、崖から突き落とされた聡音を追って崖から飛び降りて行方不明になるが…
丹羽 万里（）
演 - 町山博彦・那須雄登/ 声 - 小野大輔
Kグループの一員。高校3年生。
台詞の殆どが様々な漫画の名台詞で構成されている。実は京とは幼馴染である。

### 主要人物の関係者
沢良宜 渉（）
声 - 大塚明夫
志法の父親。現役の刑事だが、『トモダチゲーム』に何かしらの関係がある。
美笠 優高（）
声 - 家中宏
天智の父親。
男手1つで天智を育てた、天智にとっての教科書のような存在。
『トモダチゲーム』のことを聞くために沢良宜家に向かうが、何者かに殺害される。死因は自殺として処理された。
四部 正一（）
四部の父親。
現職の市議会議員だが、裏では女性スキャンダル、秘書へのパワハラやセクハラ、一部業者や反社会組織からの収賄などといった様々な悪事を働き、家政婦からは「金の亡者」と呼ばれ、忌み嫌われている。
第3ゲーム終了後、トモダチゲーム運営によってそれらが全て暴露され、逮捕される。その後、何者かによって殺害された。

### その他の登場人物
花宮 満（）
声 - 原田彩楓
友一たちと同じクラスの少女。
成績優秀で常に天智の次点についている。堅苦しく生真面目な性格ゆえに、周りからの信頼は厚い。天智に恋心を持っており、告白までしたことがある。クラス内で修学旅行費を盗んだ犯人探しを中心となって行っている。
第4ゲームでは天智に騙され、何も知らずクラスメイトに振り込め詐欺を仕掛ける所だったが、寸前で天智が踏みとどまったため未遂に終わった。
クロキ
声 - 福山潤
暴走族のリーダー。何者かに買収され、ゆとりを拉致し、『トモダチゲーム』特別編を開催した。
ゲーム中、友一によって「頭の悪さ」「度胸のなさ」「仲間を売ろうとしたこと」が晒されて、仲間から完全に見限られた。「大人のトモダチゲーム」の参加者の1人にされる。「友情の檻ゲーム(フレンズプリズンゲーム)」にて友一と再開を果たす。
ドラマでは、第1ゲーム前後から心木につきまとう姿が描かれている。
ケンジ
単行本2巻の描き下ろし漫画の主人公。
借金返済のため、トモダチをはめてトモダチゲームに参加するが、逆にトモダチにハメられ失敗。その後、新聞配達をしていた友一（トモダチゲーム参加前）と対決するが、上手く騙されてしまう。大人のトモダチゲーム第1ゲーム「友情の檻ゲーム（フレンズプリズンゲーム）」にて再び友一と再開を果たすも、ゲーム内のルール『密告』により無記名投票数がゲーム参加者の過半数集まり、ゲーム脱落となった。愛称は「ケンちゃん」。

## トモダチゲームの内容
概要
基本的に参加者は莫大な借金を返済するために申し込みを行う。借金額はある一定の額を超えていなければ参加できない。申込者は借金額の10分の1を参加費として支払わなければならない。
ゲームを1回クリアする度に200万円が賞金として与えられる。ゲームのルールによっては借金が増えるピンチも減るチャンスもある。
ゲームの内容は友達を疑わなければ簡単にクリアできるゲームが殆どである。
最初にトモダチゲームに参加するか否かを話し合うことができる。参加しない場合、借金は元の借金主が背負うままである。参加する場合、借金を参加者の人数に等分する。ゲームオーバーになったらその借金はそれぞれのものとして残る。
87話で実は「友断ちゲーム」の意を汲んでいることが発覚した。
共通のルール
参加者にはネームプレートが配られる。ネームプレートの裏には現在の借金額が表示されているが、その数字を他人に見られると借金は2倍になる。

### 第1ゲーム「コックリさんゲーム」
概要
教室の中央の机の上にコックリさんと巨大な10円玉が固定されている。全員が10円玉に指を置き、出題される問題の「はい」か「いいえ」で正解だと思った方向に10円玉を動かすつもりで力を入れる。全員の答えが同じだったときだけ10円玉は答えの方向に動き、1人でも答えが割れたら10円玉は少数派の方に動く。問題は参加者の人数分出題される。
基本ルール
- 1問でも正解すればゲームクリア。
- 全問不正解だった場合、「最下位ペナルティ」でゲームオーバーしたときに一番借金が多かった者が全員分の借金を背負う。
- 声を出すこと禁止。声を出していいのは出題する時だけ。声を出すと、その人の借金は2倍になる。

### 第2ゲーム「陰口スゴロク」
概要
学校の屋上にすごろくのマス目が表示され、ゲームを観戦する「かみさま」が空中に書き込みを行う状態でゲームが行われた。1回のピリオドで「陰口ペーパー」という紙を必ず提出しなければいけない。陰口を提出された人はかみさまによる投票で「一番許されない」とされた順番に順位付けされ、1位から順に5・4・3・2・1と進むマスが決められる。全部で60マスあり、最初にゴールした人が第3ゲームに進む。
基本ルール
- 陰口を書くためのBOXに入り、必ず3分はそこに入っていなければいけない。
- 紙は白紙で提出可能。陰口を書かれない、または全員白紙の場合は対象の人間が1マス進む。
- 紙にうそを書かれた場合は、書かれた人間が身をもってそのうそを証明できれば、うそを書いた人間は一番前にいる人間のひとつ前のマスにとばされる。
- 上記以外は通常のすごろくのため、止まったマスでイベントが発生する。
- 最初にゴールした以外のプレイヤーに特別ボーナスとして100万円が与られる。
- 陰口は一度のピリオドに1人何個でも入れることができる。

### 第3ゲーム「友情かくれんぼ」
概要
広大な森の中で行われた対戦形式のゲーム。2チーム対抗で行われ、チームの中で「探す役」と「隠れる役」に分かれ、相手の「隠れる役」を見つけたチームは第４ゲームへ進み、見つけられたチームはそこでゲームオーバーとなる。「隠れる役」は動いてはいけないため、森の中央に準備されている食料を味方が運ばなければいけない。また、互いのチームに電話をかけることができる携帯電話が支給されている。友一・天智チームにトモダチゲーム運営のスパイである水瀬マリアがチームの一員として入った。
基本ルール
- 相手チームへの暴力は禁止。また、「隠れる役」は一度決めた場所を動いてはいけない。
- 「隠れる役」には「降参（ギブアップ）」をするためのボタンが配られ、それが押されると強制的に敗北となる。
- 「探す役」には「寝返り（スイッチ）」という権利が与えられ、相手チームの承諾があれば寝返ることができる、ただし2度はできない。
- 「寝返り」をして勝利→自分に残っている借金を残りの味方に任せてゲーム終了。
- 「寝返り」をして敗北→負けたチームにかかっている借金の一部を持って元のチームに戻る。

### 特別ゲーム2「指切りじゃんけん」
概要
友一の提案で友一とクロキが行なったゲーム。友一はクロキが勝てば1000万円の報酬を渡すつもりだと言うが、あまりにもリスクが高いと判断したクロキはゲームを降りようとする。しかし友一がクロキの仲間にも1人100万円ずつ報酬を渡すと言ったため、リーダー格のクロキは降りることができない状況に。
基本ルール
- 一度だけじゃんけんを行い、勝敗を決める。
- パーで負ければ指5本を、チョキで負ければ指2本を切ることになり、グーで負ければノーダメージでゲームが終了する。あいこだった場合はそれでゲームは打ち切り。

## 大人のトモダチゲーム

### 第1ゲーム「友情の檻ゲーム」
概要
6人ずつで分かれている（寝泊まりする場所が分かれているが、グループのシャッフルは可能。）計12人のメンバーが、囚人として「トモダチゲーム」運営によって用意された檻の中で“刑期”（20年くらい）を全うすればクリアとなる。
刑務作業として、12万個のドミノ倒しを完成させれば刑期に満たずともクリアとなる。
刑期所のどこかに“裏門のカギ”があり、そのカギを手に入れた人は、見張りのいない時にいつでも脱獄ができる。カギは1つで1人のみ使用可能であり、1つのカギで複数人の脱獄はできない。
脱獄する人を出さないために、毎晩12名全員からの無記名投票で行う『密告』という制度がある。1人1票で、全体の過半数の票が集まる（12名の場合は7名）と『密告』は成立し、投票で選ばれた人間は“脱獄の疑いあり”となり、その瞬間にゲームオーバーでゲーム脱落となる。『密告』に関しては、脱獄を考えていなくても、選ばれてしまったらゲームオーバーである。
賞金
- ゲームをクリアした人全員に1人1億円が与えられる。
- ゲーム途中で『密告』により"追放者"となった場合は脱獄未遂の罰として借金1億円が加算される。
- 暴力を振るうとその場で失格となり、借金1億円が加算される。
- 脱獄の成功者が出た場合、成功者には2億円が与えられる。残された人間は脱獄者を出したという責任を取り、1人につき借金4億円が加算される。

### 第2ゲーム前半戦「人生博打ゲーム」
概要
片切チームを含む4チーム（海童チーム、魅嶋チーム、神代チーム）が船（グローリーデイズ号）でギャンブルを行い船が黄金ヶ島（後半戦を行う場所）に付くまでに稼いだ賞金を後半戦に使うことができる。
初めにギャンブルの軍資金を作るために友達を売る（1人1人「人間査定」され、価格が決められる）。売られた人はギャンブルに参加することができない。
ゲーム終了までに売って得た分のお金を支払えば友達は買い戻せる（1千万円の友達を売ったなら、1千万円を支払う）。しかし、売る額と買い戻す額が同じなため、ギャンブルを一切せずにゲーム終了を待つのを防ぐため乗船料を1人1千万円払わなければならない。1千万円を払うことができなければ1人につき1億円の罰金が課される。買い戻せなかった友達は運営に取られてしまう。
ギャンブルは基本的に自主運営。好きなギャンブルを選ぶ、レートを決める、オリジナルのギャンブルを作ることも可能であり、船の中ではあらゆるものが金かギャンブルで取引可能。
片切チームの価格　　　　
片切友一⇒0円
美笠天智⇒2千万円
四部誠⇒8千万円
心木ゆとり⇒2億円
紫宮京⇒4千万円

### 第2ゲーム後半戦「トモダチ殺し合いゲーム」
概要
片切チームがいるグローリーデイズ号と新たに別の船で前半戦を勝ち抜いた数名（オーシャンドリーム号、ブレイブサンシャイン号）で行われる。ゲームに制限時間は無く参加者が残り“5人”になるまで終わらない。ゲームの基本ルールは“金の亡者（多額の借金を持つ債務者たち）から逃げ回ること（なお、参加者の総数状況が分からないように全員別々の場所からスタートする）。
全員にバッグが用意されており、中には数日分の食料と水、地図、銃、2種類のペイント弾を所持。ペイント弾は前半戦で得たお金を使い買うことができる。
2種類のペイント弾
黄色の弾　
“金の亡者"に打つと10秒間動けなくさせる（1発100万円）。
赤色の弾
“金の亡者"に打つと二度と動けなくさせる（1発1億円）。
ゲーム中に行われるイベント
1つ目のイベント
指定するポイントに5億円と3つ目の弾である"黒の弾"を用意。黒の弾は参加者に打つことで1分間動けなくさせる。
2つ目のイベント
マナブが発表するエリアが1時間後“禁止エリア”になる。“禁止エリア”にいる参加者および“金の亡者”はその時点で失格。
3つ目のイベント＜天国と地獄＞
指定するポイントに10億円と“黒の弾”10発が入った宝箱を設置。しかし、その宝箱を開けるスイッチが別のところにあるため、2人以上が二手に分かれる必要がある。
4つ目のイベント
“金の亡者”の大量追加。参加者の動きを止める“黒の弾”を大量に所持した"狩猟者"を2名投入（トモダチゲーム運営）。禁止区域の拡大。

### 第3ゲーム 「友断ちゲーム」
第2ゲームを勝ち抜いた友一、志保、心木、真次、四部の5人は、別途勝ち抜いてきた8人と共に雪山の小屋で14日間の「友断ちゲーム」に挑む。

## 書誌情報
- 山口ミコト（原作） ・ 佐藤友生（作画） 『トモダチゲーム』 講談社〈講談社コミックス〉、全26巻
  1. 2014年4月9日発売[1]、ISBN 978-4-06-395051-9
  2. 2014年7月9日発売[31]、ISBN 978-4-06-395119-6
  3. 2014年12月9日発売[32]、ISBN 978-4-06-395255-1
  4. 2015年4月9日発売[33]、ISBN 978-4-06-395364-0
  5. 2015年9月9日発売[34]、ISBN 978-4-06-395474-6
  6. 2016年2月9日発売[35]、ISBN 978-4-06-395593-4
  7. 2016年7月8日発売[36]、ISBN 978-4-06-395703-7
  8. 2016年12月9日発売[37]、ISBN 978-4-06-395834-8
  9. 2017年5月9日発売[38]、ISBN 978-4-06-395946-8
  10. 2017年10月6日発売[39]、ISBN 978-4-06-510240-4
    - 特装版 同日発売[40]、ISBN 978-4-06-510579-5

  11. 2018年3月9日発売[41]、ISBN 978-4-06-511063-8
  12. 2018年8月9日発売[42]、ISBN 978-4-06-512321-8
  13. 2019年1月9日発売[43]、ISBN 978-4-06-513865-6
  14. 2019年6月7日発売[44]、ISBN 978-4-06-515300-0
  15. 2019年12月9日発売[45]、ISBN 978-4-06-517469-2
  16. 2020年8月7日発売[46]、ISBN 978-4-06-520320-0
  17. 2020年12月9日発売[47]、ISBN 978-4-06-521671-2
  18. 2021年6月9日発売[48]、ISBN 978-4-06-523413-6
  19. 2021年11月9日発売[49]、ISBN 978-4-06-525936-8
  20. 2022年4月8日発売[50]、ISBN 978-4-06-527513-9
  21. 2022年10月7日発売[51]、ISBN 978-4-06-529398-0
  22. 2023年4月7日発売[52]、ISBN 978-4-06-530913-1
  23. 2023年8月8日発売[53]、ISBN 978-4-06-532591-9
  24. 2023年12月7日発売[54]、ISBN 978-4-06-533941-1
  25. 2024年5月9日発売[55]、ISBN 978-4-06-535518-3
  26. 2024年10月8日発売[56]、ISBN 978-4-06-537018-6

## テレビドラマ

### 2017年版
2017年4月に独立局など地方局により製作委員会方式で共同制作された。主演は吉沢亮。全4話。
原作における第1ゲーム「コックリさんゲーム」に挑む様子が描かれる。

#### キャスト（テレビドラマ2017年版）
東條レン
演 - 久保田悠来
トモダチゲームの運営を司る実写版オリジナルキャラクター。

#### スタッフ（テレビドラマ2017年版）
- 原作 - 原作・山口ミコト　漫画・佐藤友生
- 脚本 - 永江二朗・佐上佳嗣
- 監督 - 永江二朗
- 音楽 - 諸橋邦行
- 主題歌 - 天月-あまつき-「Mr.Fake」[16]
- エンディングテーマ - 上野優華「友達ごっこ」[16]
- 企画・総合プロデュース - 木俣誠（キングレコード）、上野境介（キャンター）
- プロデュース - 近藤和之（テレビ神奈川）、漆間宏一（テレビ神奈川）
- 制作プロダクション - キャンター
- 制作 - 2017「トモダチゲーム」製作委員会（キングレコード・キャンター・テレビ神奈川・北海道テレビ放送・テレビ埼玉・千葉テレビ放送・名古屋テレビ放送・京都放送・サンテレビジョン・九州朝日放送・GYAO!）

#### 放送局（テレビドラマ2017年版）
独立局各局を中心に、2017年4月から放送開始。なお、東名阪ネット6のうち三重テレビ放送での放送はないが、名古屋テレビ放送（メ〜テレ）で放送されるため、三重県でも視聴可能である。同様の手法は、過去に『ウルトラゾーン』、『白鳥麗子でございます!』などでもとられている。
| 放送地域   | 放送局             | 系列                                                           | 放送日時                                    | 放送期間                                    | 備考 |
| ---------- | ------------------ | -------------------------------------------------------------- | ------------------------------------------- | ------------------------------------------- | ---- |
| 神奈川県   | テレビ神奈川       | 独立局 （東名阪ネット6・ 5いっしょ3ちゃんねる加盟） 共同制作局 | 木曜 23:00 - 23:30                          | 2017年4月6日 - 4月27日                      |      |
| 北海道     | 北海道テレビ放送   | テレビ朝日系列 共同制作局                                      | 火曜 1:29 - 1:59 （月曜深夜 25:29 - 25:59） | 2017年4月4日（4月3日） - 4月25日（4月24日） |      |
| 埼玉県     | テレビ埼玉         | 独立局 （東名阪ネット6・ 5いっしょ3ちゃんねる加盟） 共同制作局 | 金曜 1:20 - 1:50 （木曜深夜 25:20 - 25:50） | 2017年4月7日（4月6日） - 4月28日（4月27日） |      |
| 千葉県     | 千葉テレビ放送     | 独立局 （東名阪ネット6・ 5いっしょ3ちゃんねる加盟） 共同制作局 | 月曜 22:30 - 23:00                          | 2017年4月3日 - 4月24日                      |      |
| 中京広域圏 | 名古屋テレビ放送   | テレビ朝日系列 共同制作局                                      | 木曜 2:29 - 2:59 （水曜深夜 26:29 - 26:59） | 2017年4月13日（4月12日） - 5月4日（5月3日） |      |
| 京都府     | 京都放送           | 独立局 （東名阪ネット6加盟） 共同制作局                        | 土曜 23:30 - 24:00                          | 2017年4月8日 - 4月29日                      |      |
| 兵庫県     | サンテレビジョン   | 独立局 （東名阪ネット6加盟） 共同制作局                        | 日曜 23:30 - 24:00                          | 2017年4月9日 - 4月30日                      |      |
| 福岡県     | 九州朝日放送       | テレビ朝日系列 共同制作局                                      | 木曜 1:50 - 2:20 （水曜深夜 25:50 - 26:20） | 2017年4月13日（4月12日） - 5月4日（5月3日） |      |
| 愛媛県     | テレビ愛媛         | フジテレビ系列                                                 | 金曜 2:00 - 2:30 （木曜深夜 26:00 - 26:30） | 2017年6月16日（6月15日） - 7月7日（7月6日） |      |
| 全国       | GYAO!              | Yahoo! JAPAN                                                   | 毎週木曜配信（水曜深夜）                    | 2017年4月13日（4月12日） - 5月4日（5月3日） |      |
| 富山県     | チューリップテレビ | TBS系列                                                        | 日曜 2:38 - 3:08 （土曜深夜 26:38 - 27:08） | 2018年1月14日（1月13日） - 2月4日（2月3日） |      |

### 2022年版
『トモダチゲームR4』（トモダチゲーム アールフォー）と題して、2022年7月23日から9月10日まで、
テレビ朝日系「オシドラサタデー」枠にて放送された。
本作では前枠の「土曜ナイトドラマ」を吸収する形で放送開始時間が23時となり30分拡大し、23時 - 翌0時の放送となる。
キャッチコピーは「その友情、いくらで売りますか。」

#### キャスト（テレビドラマ2022年版）

##### Cグループ
片切友一（かたぎり ゆういち）〈17〉
演 - 浮所飛貴（美 少年）（幼少期：上原剣心（Go!Go!kids））
高校2年生。両親を亡くして以来、一人暮らしをしている。
美笠天智（みかさ てんじ）〈18〉
演 - 佐藤龍我（美 少年）
友一の同級生で、学年トップの秀才。父親は検察官。
四部誠（しべ まこと）〈17〉
演 - 井上瑞稀（HiHi Jets）
友一の同級生。学級委員長でスポーツ万能、実家も裕福なムードメーカー。天然でノリが軽い。父親は市議会議員。
沢良宜志法（さわらぎ しほ）〈17〉
演 - 久保田紗友
クラスの副委員長で品行方正、マジメな優等生。父・宣渉（演 - 中野剛）は警察官。
心木ゆとり（こころぎ ゆとり）〈17〉
演 - 横田真悠
無口で内気だが、心優しい性格。漫画を描くのが得意。

##### Kグループ
紫宮京（しのみや けい）〈16〉
演 - 藤井直樹（美 少年）
小柄で可愛らしく、中性的な雰囲気をもつ男子学生。赤紫の髪色が特徴的。
門倉十蔵（かどくら じゅうぞう）〈18〉
演 - 岩﨑大昇（美 少年）
バスケ部の主将で、部活の仲間である5人を束ねる精神的支柱。
鬼瓦百太郎（おにがわら ひゃくたろう）〈17〉
演 - 猪狩蒼弥（HiHi Jets）
高校2年生。一見柄が悪そうに見えるが、素直で正義感が強く心優しい。
柱谷千聖（はしらたに ちさと）〈17〉
演 - 金指一世（美 少年）
高校2年生。器用で何事も平均以上にこなすが、突出したところのない自称「器用貧乏」。
丹羽万里（にわ ばんり）〈18〉
演 - 那須雄登（美 少年）
高校3年生。発する言葉のほとんどが、さまざまな歴史上の格言や漫画の名ゼリフで構成されている不思議な人物。

##### 運営チーム
火室ノベル（ひむろ ノベル）〈26〉
演 - 菊池風磨（Sexy Zone）
運営チームの新人。ドラマオリジナルキャラクター。友一と兄弟であること、そして何らかの理由で友一に恨みを持っていることが第5話で明らかとなった。
布袋昭稔（ほてい あきのり）〈55〉
演 - 杉本哲太
運営チームのリーダー。
水瀬マリア（みずせ まりあ）〈22〉
演 - 片山友希
運営チームの一人。
如月ハル（きさらぎ はる）〈29〉
演 - 内藤理沙
運営チームの一人。サイバー・デジタルを担当。
マナブくん
声 - 伊藤俊介（オズワルド）
トモダチゲームの進行役。

#### スタッフ（テレビドラマ2022年版）
- 脚本 - 樋口卓治、保木本真也
- 監督 - 及川拓郎、竹園元（テレビ朝日）、鎌田敏明
- 音楽 - 中村佳紀
- 主題歌 - Sexy Zone「Trust Me, Trust You.」（Top J Records）[58]
- イラスト監修 - 鮓谷菜々子
- ゼネラルプロデューサー - 服部宣之（テレビ朝日）
- プロデューサー - 浜田壮瑛（テレビ朝日）、田中真由子（テレビ朝日）、大田久美子（ジェイ・ストーム）、布施等（MMJ）、神通勉（MMJ）
- 制作協力 - MMJ
- 制作 - テレビ朝日、ジェイ・ストーム

#### 放送日程（テレビドラマ2022年版）
| 話数      | 放送日  | サブタイトル                                        | ラテ欄                                                                                             | 脚本                | 監督     |
| --------- | ------- | --------------------------------------------------- | -------------------------------------------------------------------------------------------------- | ------------------- | -------- |
| episode.1 | 7月23日 | 金か友情か…究極の心理ゲーム開幕                     | 友達いくらで売りますか? 借金2000万円…危ないゲームが開幕                                            | 樋口卓治 保木本真也 | 及川拓郎 |
| episode.2 | 7月30日 | 恋が友情を壊す!? 裏切り者が早くも判明!!             | 借金2000万を賭けた危険な暴露ゲームで…今夜、裏切者が判明!! 440万部突破の人気考察マンガを映像化      | 樋口卓治 保木本真也 | 及川拓郎 |
| episode.3 | 8月06日 | まさかのキス!! 新章スタート                         | 借金2000万を賭けた危ないゲーム新章へ…新たな強敵と命がけの裏切り合い!! 440万部人気マンガを実写化    | 樋口卓治 保木本真也 | 竹園元   |
| episode.4 | 8月13日 | 天才VS悪魔 命がけのゲームついに決着!!               | 甲子園よりアツい!! 命がけの闘い今夜決着 SNSで話題沸騰中!! 440万部突破の考察系人気マンガを実写化    | 樋口卓治 保木本真也 | 竹園元   |
| episode.5 | 8月20日 | オトナのだまし合い…新ゲーム開幕!                    | 今夜新ゲーム開幕! 総勢16人…4億円争奪 ケタ違いの騙し合い!! 440万部突破の考察系人気マンガを実写化    | 樋口卓治 保木本真也 | 及川拓郎 |
| episode.6 | 8月27日 | 土下座で勝ち取れ4億円! エグいぞ大人の新ゲーム!!     | 大人の新ゲーム開幕 昨日の友は今日の敵!? 土下座で勝取れ4億円 440万部突破の考察系人気マンガを実写化  | 樋口卓治 保木本真也 | 及川拓郎 |
| episode.7 | 9月03日 | 最終章!! 悪魔vs天才vs人たらし…4億円を手にするのは!? | 新考察系ドラマついに最終章…まさかの黒幕 怒涛のどんでん返し!! 440万部突破の考察系人気マンガを実写化 | 樋口卓治 保木本真也 | 及川拓郎 |
| episode.8 | 9月10日 | ラストゲームは兄弟対決!? 衝撃の黒幕判明!            | 今夜遂に黒幕判明!! ラストゲーム兄弟対決 大金を手にするのは誰 440万部突破の考察系人気マンガを実写化 | 樋口卓治 保木本真也 | 及川拓郎 |

epispde.3 - 5は『熱闘甲子園』放送のため30分繰り下げ、23:30 - 翌0:30放送。

#### 配信コンテンツ
『トモダチゲームR4リアル』（トモダチゲーム アールフォー リアル）と題したオリジナルコンテンツが第1話放送後の24日より、動画配信プラットフォーム「TELASA」で配信中。本作のキャストへのインタビューを通して、制作の裏側に迫る。

##### 出演
- 浮所飛貴（episode.1、5、6）
- 佐藤龍我（episode.2、6）
- 井上瑞稀（episode.2、6）
- 藤井直樹（episode.3、4、6）
- 岩﨑大昇（episode.3、4、6）
- 猪狩蒼弥（episode.3、4、6）
- 金指一世（episode.3、4、6）
- 那須雄登（episode.3、4、6）

##### 配信日程
| 話数      | 放送日  | サブタイトル                                               |
| --------- | ------- | ---------------------------------------------------------- |
| episode.1 | 7月24日 | 片切友一の作り方                                           |
| episode.2 | 7月31日 | 秀才とお調子者の作り方                                     |
| episode.3 | 8月07日 | 個性あふれるバスケ部員 その絆の作り方～Kグループ編～       |
| episode.4 | 8月14日 | 個性あふれるバスケ部員 本当のトモダチとは？～Kグループ編～ |
| episode.5 | 8月21日 | さらに進化していく 片切友一の作り方                        |
| episode.6 | 8月28日 | 緊迫したゲームシーンの裏側                                 |

| テレビ朝日系列 オシドラサタデー                                                            | テレビ朝日系列 オシドラサタデー                                                  | テレビ朝日系列 オシドラサタデー                                                  |
| 前番組                                                                                     | 番組名                                                                           | 次番組                                                                           |
| ------------------------------------------------------------------------------------------ | -------------------------------------------------------------------------------- | -------------------------------------------------------------------------------- |
| 俺の可愛いはもうすぐ消費期限!? （2022年4月16日 - 6月11日） - ※ここまで23:30 - 翌0:00に放送 | トモダチゲームR4 （2022年7月23日 - 9月10日） - ※この作品のみ23:00 - 翌0:00に放送 | ボーイフレンド降臨! （2022年10月15日 - 12月17日） - ※ここから23:00 - 23:30に放送 |
| テレビ朝日系列 土曜 23:00 - 23:30枠                                                        |                                                                                  |                                                                                  |
| 妖怪シェアハウス -帰ってきたん怪- 【ここまで「土曜ナイトドラマ」枠】                       | トモダチゲームR4 【ここから「オシドラサタデー」枠】                              | ボーイフレンド降臨!                                                              |
| テレビ朝日系列 土曜 23:30 - 翌0:00枠                                                       |                                                                                  |                                                                                  |
| 俺の可愛いはもうすぐ消費期限!?                                                             | トモダチゲームR4 【ここまで「オシドラサタデー」枠】                              | ジャパニーズスタイル 【ここから「土曜ナイトドラマ」枠】                          |

## 劇場版
2017年6月3日に「トモダチゲーム 劇場版」、同年9月2日に「トモダチゲーム 劇場版FINAL」と題して、テレビドラマ（2017年版）のキャスト、スタッフにより2部作の劇場版が公開された。
「トモダチゲーム 劇場版」では原作における第2ゲーム「陰口スゴロク」に挑む様子が、「トモダチゲーム 劇場版FINAL」では最終ゲームとして、原作における第3ゲーム「友情かくれんぼ」に挑む様子が描かれる。

### スタッフ（劇場版）
- 原作 - 山口ミコト
- 漫画 - 佐藤友生
- 脚本 - 永江二朗・佐上佳嗣
- 音楽 - 諸橋邦行
- 主題歌 -  天月-あまつき-「Mr.Fake」[16]
- エンディングテーマ - 上野優華「友達ごっこ」[16]
- 企画・総合プロデュース - 木俣誠（キングレコード）、上野境介（キャンター）
- プロデュース - 近藤和之、漆間宏一（テレビ神奈川）
- 制作プロダクション - キャンター
- 監督 - 永江二朗
- 制作 - 2017「トモダチゲーム」製作委員会（キングレコード・キャンター・テレビ神奈川・北海道テレビ放送・テレビ埼玉・千葉テレビ放送・名古屋テレビ放送・京都放送・サンテレビジョン・九州朝日放送・GYAO!）

## テレビアニメ
2022年4月より6月まで、日本テレビほかにて放送された。

### スタッフ（テレビアニメ）
- 原作 - 山口ミコト[8]
- 漫画 - 佐藤友生[8]
- 監督 - 小倉宏文[8]
- シリーズ構成・脚本 - 猪原健太[8]
- 助監督 - 岩岡夢子、割田圭介
- キャラクターデザイン - 宮﨑里美[8]
- プロップデザイン - 松本淑恵
- 美術監督 - 魏斯曼[8]
- 美術設定 - 大平司[8]
- 色彩設計 - 水野愛子[8]
- 撮影監督 - 村野よもぎ子[8]
- 編集 - 丹彩子
- CGディレクター - 畑山勇太
- 音響監督 - 森下広人[8]
- 音楽 - 未知瑠[8]
- 音楽プロデュース - 千石一成、植田みのり
- チーフプロデューサー - 古川慎（第1-3話）
- プロデューサー - 小松怜奈、日比政広、日髙功、塩出正樹（第1話）→稲毛弘之（第2話）→岩佐直樹（第3話-）、黒須信彦
- アニメーションプロデューサー - 古口王仁
- アニメーション制作 - オクルトノボル[8]
- 製作 - 「トモダチゲーム」製作委員会

### 主題歌
「ダブルシャッフル」
水樹奈々によるオープニングテーマ。作詞はしほり、作曲はサカノウエヨースケ、編曲は渡辺徹と日比野裕史。
「灯日」
sajiによるエンディングテーマ。作詞・作曲はヨシダタクミ、編曲はsajiと中島生也。

### 各話リスト
| 話数   | サブタイトル                            | 絵コンテ          | 演出              | 作画監督 | 総作画監督          | 初放送日      |
| ------ | --------------------------------------- | ----------------- | ----------------- | --- | ------------------- | ------------- |
| 第1話  | あれ?友一君は友達を疑ってるの?          | 小倉宏文          | 岩岡夢子          | 宮﨑里美 小澤円 松本淑恵 飯飼一幸 齋藤大輔 Studio EverGreen                                                               | 宮﨑里美            | 2022年 4月6日 |
| 第2話  | あるでしょ、話したいことが色々…         | 佐々木忍          | 佐々木達也        | 渡辺一平太 tofu 中川実 谷口繁則 清水椋大 川本和隆 上赤由香里 服部未夢 鈴木莉乃 矢田起也 紫灯珈 遠藤里蘭 西原千晶 宮﨑里美 | 西田美弥子          | 4月13日       |
| 第3話  | さすがにそれは信じられないって          | 大西健太          | 葛西良信          | 大塚美登理 櫻井拓郎 BigOwl                                                                                                | 宮﨑里美            | 4月20日       |
| 第4話  | これマジ?本気で引くんだけど             | 割田圭介          | 割田圭介          | 松村康功 南伸一郎 松本淑恵 小澤円 CHA MYOUNG JUN KU JA CHEON                                                              | 西田美弥子          | 4月27日       |
| 第5話  | 友一君って結構バカなんだね              | 岩岡夢子          | 岩岡夢子          | 永田有香 CHA MYOUNG JUN KU JA CHEON Studio EverGreen                                                                      | 宮﨑里美            | 5月4日        |
| 第6話  | やっぱり“人殺し”とは友達になれないって  | 岩岡夢子 小倉宏文 | 森田侑希          | 桜井木ノ実 飯飼一幸 南伸一郎 陳亮                                                                                         | 西田美弥子 宮﨑里美 | 5月11日       |
| 第7話  | 2000万円分の君の人生をもらうからね      | アベユーイチ      | アベユーイチ      | 飯飼一幸 小澤円 Studio EverGreen CHA MYOUNG JUN KU JA CHEON                                                               | 宮﨑里美            | 5月18日       |
| 第8話  | 待って待って待って…待ち続けるゲームだよ | 玉村仁            | 葛西良信          | 大塚美登理 櫻井拓郎 BigOwl 宮﨑里美 上武優也                                                                              | 西田美弥子          | 5月25日       |
| 第9話  | さっさと“寝返り”しろよ                  | 小倉宏文          | 佐々木達也        | 鎌田均 森悦史 Studio EverGreen 24FPS CHA MYOUNG JUN KU JA CHEON                                                           | 宮﨑里美 西田美弥子 | 6月1日        |
| 第10話 | 第三ゲーム終了ーっ!                     | 割田圭介          | 割田圭介          | 渡辺一平太 谷口繁則 懸田扇子 西原千晶 竹内寛 遠藤里蘭 秦相子 森泉亜矢子 藤彩七 清水椋大 矢田起也                          | 宮﨑里美 西田美弥子 | 6月8日        |
| 第11話 | 君には“大事なもの”がないって本当?       | アベユーイチ      | 越久昇            | CHA MYOUNG JUN Studio EverGreen                                                                                           | 西田美弥子          | 6月15日       |
| 第12話 | 俺にとって一番大切なのは…               | 岩岡夢子 小倉宏文 | 岩岡夢子 割田圭介 | 飯飼一幸 小澤円 Studio EverGreen 所沢映画 杭州神在動画有限公司 楊鋭 王世林                                                | 西田美弥子          | 6月22日       |

### 放送局（テレビアニメ）
| 放送期間               | 放送時間                     | 放送局             | 対象地域   | 備考                            |
| ---------------------- | ---------------------------- | ------------------ | ---------- | ------------------------------- |
| 2022年4月6日 - 6月22日 | 水曜 1:29 - 1:59（火曜深夜） | 日本テレビ         | 関東広域圏 | 製作参加 / 『AnichU』枠         |
| 2022年4月7日 - 6月23日 | 木曜 0:30 - 1:00（水曜深夜） | BS日テレ           | 日本全域   | BS放送 / 『アニメにむちゅ〜』枠 |
| 2022年4月15日 - 7月1日 | 金曜 1:29 - 1:59（木曜深夜） | くまもと県民テレビ | 熊本県     |                                 |
| 2022年5月4日 -         | 水曜 20:30 - 21:00           | AT-X               | 日本全域   | CS放送 / リピート放送あり       |

| 配信開始日    | 配信時間                     | 配信サイト |
| ------------- | ---------------------------- | --- |
| 2022年4月6日  | 水曜 0:00（火曜深夜） 更新   | Hulu dアニメストア |
|               | 水曜 1:30（火曜深夜） 更新   | dTV アニメタイムズ U-NEXT アニメ放題 |
| 2022年4月9日  | 土曜 0:00（金曜深夜） 更新   | ABEMAビデオ Amazon Prime Video FOD J:COMオンデマンド milplus TELASA WOWOWオンデマンド auスマートパスプレミアム Disney+ バンダイチャンネル ひかりTV ビデオマーケット DMM.com GYAO!ストア HAPPY!動画 music.jp Rakuten TV YouTube クランクイン！ビデオ ニコニコチャンネル [ 65 ] ムービーフルPlus GYAO! TVer 日テレ無料 |
|               | 土曜 0:00 - 0:30（金曜深夜） | ニコニコ生放送 |
|               | 土曜 1:00 - 1:30（金曜深夜） | ABEMA |
| 2022年4月11日 | 月曜 12:00 更新              | ふらっと動画 |

| 日本テレビ AnichU                                                 | 日本テレビ AnichU | 日本テレビ AnichU |
| 前番組                                                            | 番組名            | 次番組            |
| ----------------------------------------------------------------- | ----------------- | ----------------- |
| HUNTER×HUNTER（第2作） ※再放送、放送再開 【ここから再び自社製作】 | トモダチゲーム    | シャインポスト    |

### BD
| 巻 | 発売日        | 収録話         | 規格品番   |
| -- | ------------- | -------------- | ---------- |
| 1  | 2022年7月27日 | 第1話 - 第4話  | KIZX-528/9 |
| 2  | 2022年8月24日 | 第5話 - 第8話  | KIZX-530/1 |
| 3  | 2022年9月21日 | 第9話 - 第12話 | KIZX-532/3 |